# Malissard
Malissard ist eine französische Gemeinde mit 3.303 Einwohnern (Stand: 1. Januar 2022) im Département Drôme in der Region Auvergne-Rhône-Alpes. Sie gehört zum Arrondissement Valence und zum Kanton Valence-2. Die Einwohner werden Malissardois genannt.

## Geographie
Malissard liegt im Rhônetal, knapp südöstlich von Valence. Umgeben wird Malissard von den Nachbargemeinden Chabeuil im Norden und Osten, Montvendre im Südosten, Beaumont-lès-Valence im Süden sowie Valence im Westen.
Am Nordwestrand der Gemeinde führt die Route nationale 7 entlang.

## Bevölkerungsentwicklung
| Jahr                       | 1968 | 1975 | 1982 | 1990 | 1999 | 2006 | 2017 |
| Einwohner                  | 1090 | 1534 | 2011 | 2552 | 2903 | 3121 | 3201 |
| Quellen: Cassini und INSEE |      |      |      |      |      |      |      |

## Sehenswürdigkeiten

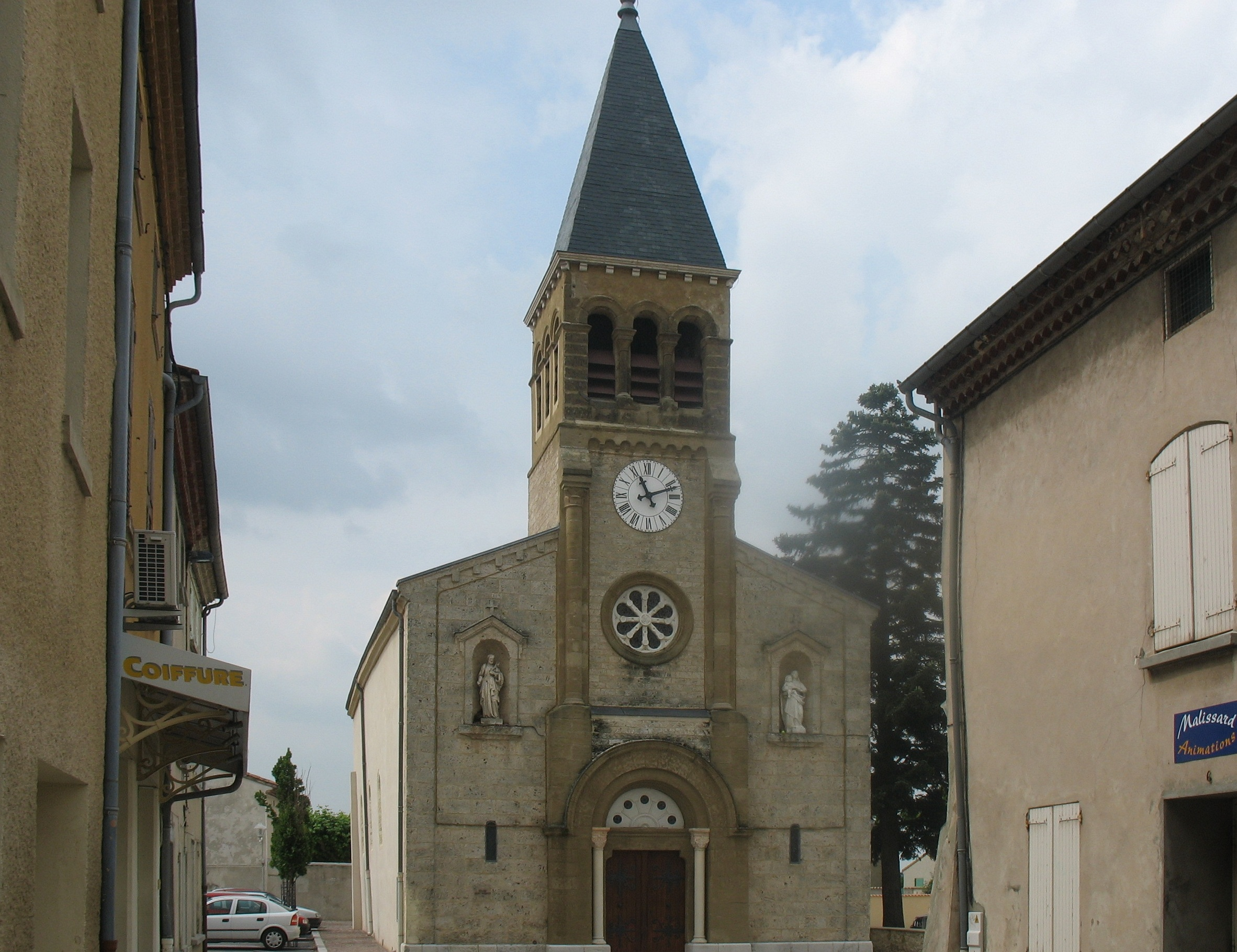
Kirche Saint-Maurice

- Kirche Saint-Maurice, 1725 erbaut, 2002 restauriert